# シドニー・J・フューリー
シドニー・J・フューリー（英語: Sidney J. Furie, 1933年2月28日 - ）は、カナダの映画監督である。『国際諜報局』、『エンティティー 霊体』、『スーパーマンIV』、『アイアン・イーグル』などで知られる。
テレビではNBCの『Petrocelli』に共同企画者としてクレジットされた。

## フィルモグラフィ
- A Dangerous Age（1959）監督・脚本・製作
- A Cool Sound from Hell（1959）監督・脚本・製作
- ブラッド博士の死体 Dr. Blood's Coffin（1961）監督
- The Snake Woman（1961）監督
- During One Night（1961）監督・脚本・製作
- 若さでぶつかれ! The Young Ones（1961）監督
- おかしなおかしなお金持ち Three on a Spree（1961）監督
- The Boys（1962）監督・製作
- Wonderful Life（1964）監督
- The Leather Boys（1964）監督
- 国際諜報局 The Ipcress File（1965）監督
- シェラマドレの決斗 The Appaloosa（1966）監督
- 裸のランナー The Naked Runner（1967）監督
- 殺人者の影 The Lawyer（1970）監督・脚本
- お前と俺 Little Fauss and Big Halsy（1970）監督
- ビリー・ホリデイ物語/奇妙な果実 Lady Sings the Blues（1972）監督
- 黄金のプロジェクター Hit!（1973）監督
- Sheila Levine Is Dead and Living in New York（1975）監督
- 面影 Gable and Lombard（1976）監督
- ヤング・ソルジャー 米海兵隊員/青春の記録 The Boys in Company C（1977）監督・脚本
- ジャズ・シンガー The Jazz Singer（1980）監督（クレジット無し）
- エンティティー 霊体 The Entity（1981）監督
- パープル・ハーツ/愛の勲章 Purple Hearts（1984）監督・脚本・製作
- アイアン・イーグル Iron Eagle（1986）監督・脚本
- スーパーマンIV Superman IV: The Quest for Peace（1987）監督
- メタル・ブルー Iron Eagle II（1988）監督・脚本
- ビバリーヒルズを乗っ取れ! The Taking of Beverly Hills（1991）監督・原案
- 恋のレディ&レディ? Ladybugs（1992）監督
- アイアンイーグル4 Iron Eagle on the Attack（1995）監督
- バッドマックス Hollow Point（1996）監督
- カジノ・ヒート Top of the World（1997）監督
- デストラクション/制御不能 The Rage（1997）監督・原案
- ダブル・トラップ/白い肌の迷宮 In Her Defense（1998）監督
- ハード・コレクター The Collectors（1999）テレビ映画、監督
- My 5 Wives（2000）監督
- コード Cord（2000）ビデオ映画、監督
- ロードレージ A Friday Night Date（2000）テレビ映画、監督
- フィアーズ・オブ・ウォー Under Heavy Fire（2001）テレビ映画、監督・原案
- Partners in Action（2002）監督
- The Fraternity（2002）監督
- Global Heresy（2002）監督
- ドルフ・ラングレン in ディテンション Detention（2003）監督
- ブラック・スコルピオン Direct Action（2004）監督
- アメリカン・ソルジャーズ American Soldiers（2005）監督・製作
- アメリカン・ソルジャーズ2 The Veteran（2006）テレビ映画、監督
- アルティメット・ソルジャーズ The Four Horsemen（2008）ビデオ映画、監督
- Conduct Unbecoming（2011）監督
- Pride of Lions（2013）監督